# Рудаков, Александр Павлович (протоиерей)
Алекса́ндр Па́влович Рудако́в (1824—1892) — протоиерей Русской православной церкви, христианский писатель.

## Биография
Родился в Санкт-Петербурге 27 октября (8 ноября) 1824 года в семье причетника.
В 1845 году окончил Санкт-Петербургскую духовную семинарию, в 1849 году — Санкт-Петербургскую духовную академию со степенью магистра, по первому разряду.
Был рукоположён 19 июля 1850 года в священника к церкви преподобного Макария Египетского при Санкт-Петербургском горном институте, определён законоучителем Горного института и занимал это место до 1882 года, когда, по слабости здоровья, был уволен за штат.
В 1853—1855 годах безвозмездно преподавал Закон Божий во Второй девичьей школе Человеколюбивого общества. В 1856—1876 годах состоял законоучителем в старших классах Ларинской гимназии; 3 апреля 1866 года был возведён в сан протоиерея.
С 4 июля 1867 года был членом Учебного комитета при Синоде.
В 1868 году, по поручению Санкт-Петербургского митрополита, им был составлен пенсионный Устав и Положение об эмеритальной кассе духовенства Санкт-Петербургской епархии; участвовал также в составлении программы преподавания Закона Божия в гимназиях и прогимназиях ведомства Министерства народного просвещения.
Умер 13 (25) марта 1892 ; похоронен на Смоленском православном кладбище.

## Сочинения
Составил учебники Закона Божия, которые служили учебной книгой в некоторых учебных заведениях и вышли в свет во многих изданиях.
- Священная история Нового Завета. — СПб., 1854 (в 1904 году вышло 34-е издание);
- География Палестины. — СПб., 1855.
- История Христианской православной церкви. — СПб., 1856. (в 1902 году вышло 26-е издание)
- Священная история Ветхого Завета. — СПб., 1858. (34-е издание, 1907)
- Краткое учение о богослужении православной церкви. — СПб., 1861. (в 1903 г. вышло 29-е издание),
- Краткие рассказы о важнейших событиях Священной истории Ветхого и Нового Завета. — СПб., 1872. (8-е издание вышло в 1900 г.),
- Православное догматическое богословие. — СПб., 1876 и 1894 (два издания),
- Наставление в Законе Божием. — СПб., 1878. (13-е издание вышло в 1904 г.),
- Краткая церковная история, составленная по программе городских училищ. — СПб., 1885. (в 1904 г. вышло 13-е издание).
  - Краткая церковная история, составленная по программе городских училищ. — 12-е изд. — СПб., 1903.

Кроме того, А. П. Рудаков перевел с немецкого: «Письма против материализма», Сочинение Ф. Фабри (СПб., 1867) и «Очерк церковной истории» Куртца, со многими изменениями и дополнениями в соответствии с учением Православной церкви (СПб., 1868).